# Festival de la culture juive de Cracovie

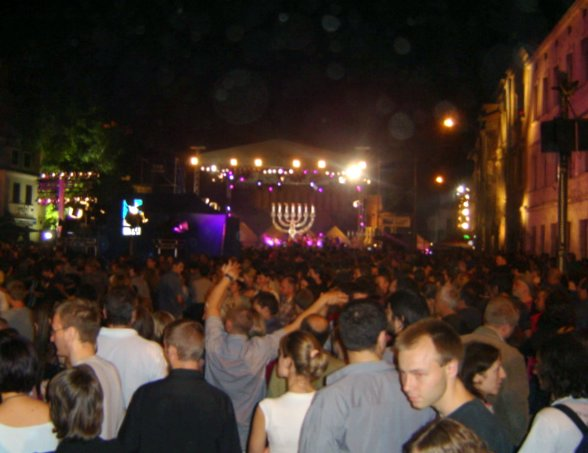
"Shalom rue Szeroka": concert final du 15e Festival de culture juive.

Le Festival de la culture juive de Cracovie (en polonais : Festiwal Kultury Żydowskiej w Krakowie ; en anglais : Jewish Culture Festival in Cracow, en yiddish : יירשער קולטור - פעסטיוואל אין קראָקע) est un événement culturel organisé chaque année depuis 1988 fin juin, début juillet dans l'ancien quartier juif de Kazimierz de Cracovie (Pologne). Il est devenu l'un des plus grands festivals du genre dans le monde.

## Objectifs
Ce festival, créé par Janusz Makuch et le producteur de cinéma et exploitant de salles Krzysztof Gierat, a pour objectif de sensibiliser les visiteurs étrangers et le public polonais à la culture, à l'histoire et à la foi juives telles qu'elles s'étaient épanouies en Pologne avant l'Holocauste, ainsi que de leur présenter la culture juive moderne, notamment dans les pays où nombre de rescapés de la Shoah ou leurs descendants ont pu s'établir (États-Unis et Israël), et enfin, de proposer des événements artistiques (musique, cinéma, expositions).

## Histoire
La première édition du Festival a eu lieu en 1988 et son programme était centré autour d'une session de scientifiques consacrée aux cultures polonaise et juive. Le petit groupe a ensuite grandi au fil des ans, devenant une occasion de rencontrer les acteurs et les connaisseurs de la culture juive passée et présente à travers le monde, dans une perspective ouverte sur les autres cultures.

## Programme
Le programme du festival propose chaque année plus de deux cents évènements ou manifestations.
musique
- concerts de musique notamment ashkénaze traditionnelle et moderne (klezmer), mais aussi sépharade, de musique sacrée, de chants populaires interprétés par des artistes venus de Pologne, d'Israël, des États-Unis, de France, d'Allemagne, de Russie, du Canada, etc.

expositions
- peinture, dessin, photographie, sculpture, découpages, etc.

représentations sur scène
- théâtre, cabaret, danse

cours et ateliers
- langue (hébreu et yiddish), calligraphie, cuisine, chant, danse, généalogie, etc.

cinéma
- films polonais d'avant la Seconde Guerre mondiale (en polonais et en yiddish), rétrospectives, avant-premières, documentaires

## Sources
- (pl) Cet article est partiellement ou en totalité issu de l’article de Wikipédia en polonais intitulé « Festiwal Kultury Żydowskiej w Krakowie » (voir la liste des auteurs).

- (de) Cet article est partiellement ou en totalité issu de l’article de Wikipédia en allemand intitulé « Jüdisches Kulturfestival in Krakau » (voir la liste des auteurs).